# Sadowe (obwód czernihowski)
Sadowe (ukr. Садове, przed 2016 Czapajewka, ukr. Чапаєвка) – osiedle na Ukrainie, w obwodzie czernihowskim, w rejonie koriukowskim, w hromadzie Mena. W 2001 liczyło 228 mieszkańców, spośród których 217 wskazało jako ojczysty język ukraiński, 10 rosyjski, a 1 mołdawski.